# Spoorlijn Bollwiller - Lautenbach
De Spoorlijn Bollwiller - Lautenbach is een Franse spoorlijn van Bollwiller naar Lautenbach. De gedeeltelijk opgebroken lijn was 13,3 km lang en heeft als lijnnummer 122 000.

## Geschiedenis
Het gedeelte tussen Bollwiller en Guebwiller werd door de Chemins de fer de l'Est geopend op 5 februari 1870. Na de Frans-Duitse Oorlog werd het gedeelte tussen Guebwiller en Lautenbach geopend door de Reichseisenbahnen in Elsaß-Lothringen op 15 december 1884. Reizigersverkeer werd opgeheven op 17 maart 1969. Goederenvervoer vond plaats tot 1 augustus 1992. Het gedeelte tussen Bollwiller en Guebwiller is nog aanwezig en buiten gebruik. Tussen Guebwiller en Lautenbach is op het tracé de D430 aangelegd.

## Aansluitingen
In de volgende plaats was er een aansluiting op de volgende spoorlijnen:
Bollwiller
RFN 115 000, spoorlijn tussen Strasbourg-Ville en Saint-Louis
RFN 121 000, spoorlijn tussen Colmar-Sud en Bollwiller

## Galerij

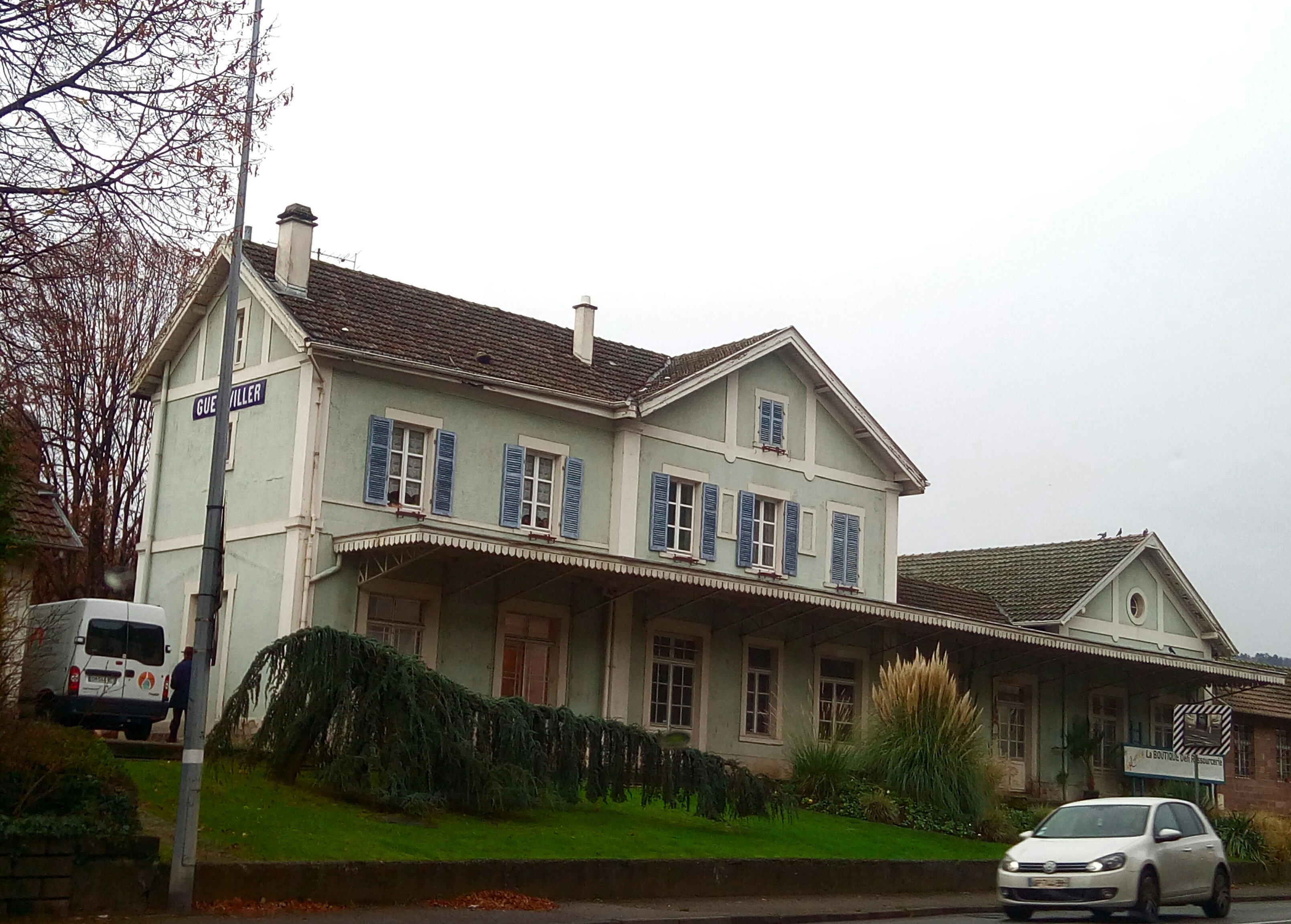
Station Guebwiller
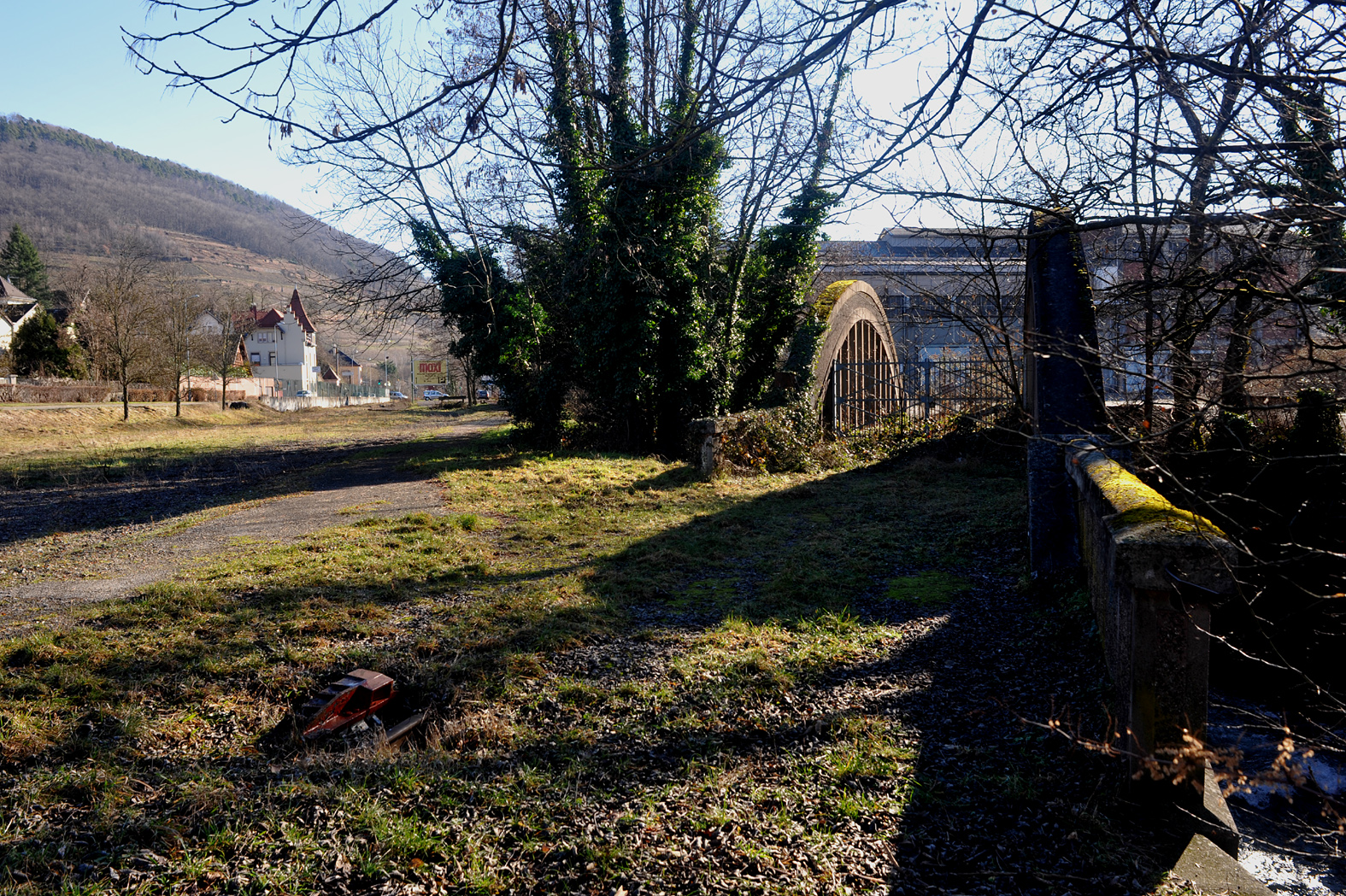
Spoorbrug bij Guebwiller noordzijde
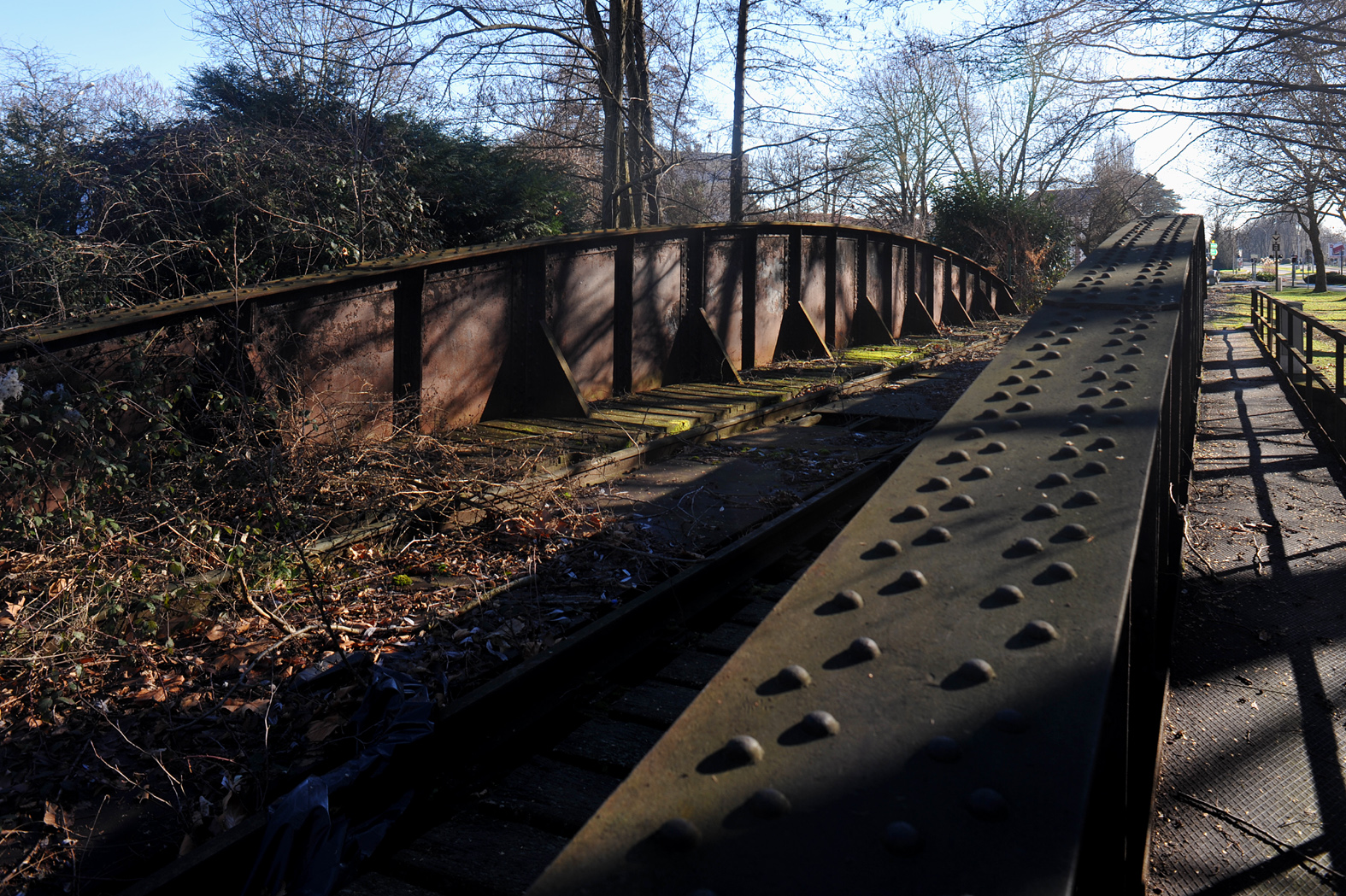
Spoorbrug bij Guebwiller zuidzijde